# Ferrere (Argentera)
Ferrere is een plaats (frazione) in de Italiaanse gemeente Argentera.